# Peotone
Peotone és una població dels Estats Units a l'estat d'Illinois. Segons el cens del 2000 tenia 3.385 habitants.

## Demografia
Segons el cens del 2000, Peotone tenia 3.385 habitants, 1.268 habitatges, i 930 famílies. La densitat de població era de 859,8 habitants/km².
Dels 1.268 habitatges en un 37,5% hi vivien nens de menys de 18 anys, en un 60,1% hi vivien parelles casades, en un 10,1% dones solteres, i en un 26,6% no eren unitats familiars. En el 22,4% dels habitatges hi vivien persones soles el 9,2% de les quals corresponia a persones de 65 anys o més que vivien soles. El nombre mitjà de persones vivint en cada habitatge era de 2,67 i el nombre mitjà de persones que vivien en cada família era de 3,17.
Per edats la població es repartia de la següent manera: un 27,9% tenia menys de 18 anys, un 8% entre 18 i 24, un 29,3% entre 25 i 44, un 23,2% de 45 a 60 i un 11,6% 65 anys o més.
L'edat mediana era de 37 anys. Per cada 100 dones de 18 o més anys hi havia 89,7 homes.
La renda mediana per habitatge era de 56.404 $ i la renda mediana per família de 61.768 $. Els homes tenien una renda mediana de 47.500 $ mentre que les dones 26.636 $. La renda per capita de la població era de 23.415 $. Aproximadament el 0,7% de les famílies i el 0,8% de la població estaven per davall del llindar de pobresa.

## Poblacions properes
El següent diagrama mostra les poblacions més properes.